# Consonne épiglottale
En phonétique articulatoire, une consonne épiglottale (ou, plus concisément, une épiglottale) désigne une consonne dont le lieu d'articulation se situe au niveau du pharynx, l'organe constricteur étant l'épiglotte.
Le français ne comporte pas d'épiglottale.

## Épiglottales de l'API
L'alphabet phonétique international comporte les épiglottales suivantes :
- occlusive
  - ʡ, occlusive épiglottale sourde
- affriquée
  - ʡ͡ʜ, affriquée épiglottale sourde
- fricatives
  - ʜ, fricative épiglottale sourde
  - ʢ, fricative épiglottale voisée